# Armando Marroquín
Armando Marroquín, né le 12 septembre 1912 à Alice au Texas, et mort le 4 juillet 1990 à Alice, est un ingénieur du son, un producteur et un distributeurs de disque, et un entrepreneur de spectacles, dont les activités ont apporté une contribution fondamentale à la reconnaissance de la Musique Tex-Mex et de la Musique régionale mexicaine. 
Il a créé et géré trois labels discographiques qui ont principalement publié les œuvres de musiciens texans ou mexicains, pour la plupart, chantées en espagnol : Four Star Records, Ideal Records, Nopal Records.

## Carrière

### La Villita
En 1952, il crée avec son épouse  la salle de danse «  » à Alice. L'établissement a fonctionné sans interruption depuis sa création jusqu'à que se déclare la maladie qui emporte son propriétaire. La Villita a accueili les concerts de nombreux artistes texans comme Beto Villa, Narciso Martínez, Isidro López, Balde Gonzáles, Tony de la Rosa, Paulino Bernal, Juan Colorado, La Mafia, Emilio Navaira, Roberto Pulido, Ruben Naranjo, Eligio Escobar, mais aussi ceux ds vedettes internationales comme Antonio Aguilar et Vicente Fernández. On y fêtait aussi des mariages, des quinceañeras et des anniversaires. 
Après le décès d'Armando Marroquín, son épouse a continué à faire fonctionner le «  dance hall  » jusqu'en 2004 quand l'âge la contraint à prendre sa retraite. En 2013,Jason and Rachel Ramirez, un couple de musiciens chrétiens, ont tenté d'animer à nouveau les lieux, mais leur projet n'a pas réussi. En 2019, ses propriétaires, Armando Marroquin Jr. et Mario Marroquin, les fils de Carmen Hernández et d'Armando Marroquín, essayent, avec le soutien de la municipalité d'Alice, de trouver un repreneur.